# Майк Ріддл
Майк Ріддл (англ. Mike Riddle; нар. 17 червня 1986, Едмонтон, Канада) — канадський фристайліст. Срібний призер зимових Олімпійських ігор 2014 року у хафпайпі.